# Ropa (gmina)
Ropa – gmina wiejska w województwie małopolskim, w powiecie gorlickim. W latach 1975–76 i 1991-98 gmina położona była w województwie nowosądeckim.
Siedziba gminy to Ropa.
Według danych z 31 grudnia 2022 roku teren gminy zamieszkiwało 5513 osób. Liczba mieszkańców (2002-2022) wzrosła o 10,1%.

## Historia
Gmina zbiorowa Ropa została utworzona 1 sierpnia 1934 roku w powiecie gorlickim w woj. krakowskim z dotychczasowych jednostkowych gmin wiejskich: Bielanka, Gródek, Łosie, Ropa i Szymbark.
Po wojnie gmina Ropa (wraz z całym powiatem gorlickim) weszła w skład nowo utworzonego woj. rzeszowskiego. Według stanu z dnia 1 lipca 1952 roku gmina składała się z 5 gromad: Bielanka, Gródek, Łosie, Ropa i Szymbark. Gmina została zniesiona 29 września 1954 roku wraz z reformą wprowadzającą gromady w miejsce gmin. 
Gminę Ropa reaktywowano w rozszerzonych granicach 1 stycznia 1973 w tymże powiecie i województwie w składzie 9 sołectw: Banica, Bielanka, Brunary, Czarna, Gródek, Izby, Łosie, Stawisza i Śnietnica i Ropa. 1 czerwca 1975 roku gmina znalazła się w nowo utworzonym woj. nowosądeckim.
15 stycznia 1976 roku gmina została zniesiona, a jej obszar przyłączono do gmin:
- Gorlice (obszary sołectw: Bielanka i Ropa),
- Grybów (obszar sołectwa Gródek),
- Uście Gorlickie (obszary sołectw: Banica, Brunary, Czarna, Izby, Łosie, Stawisza i Śnietnica).

Gminę Ropa reaktywowano po raz trzeci 2 kwietnia 1991 roku, tym razem o bardzo małym obszarze. W jej skład weszły zaledwie sołectwa: Ropa z gminy Gorlice i Łosie z gminy Uście Gorlickie. 1 stycznia 1997 do gminy Ropa przyłączono jeszcze z gminy Uście Gorlickie 50 ha obszaru wsi Brunary o nazwie Zalesie, a 1 stycznia 2000 z gminy Uście Gorlickie wieś Klimkówkę, nie należącą nigdy wcześniej do gminy Ropa.

## Struktura powierzchni
Według danych z roku 2002 gmina Ropa ma obszar 49,09 km², w tym:
- użytki rolne: 59%
- użytki leśne: 34%

Gmina stanowi 5,07% powierzchni powiatu.

## Sołectwa
- Klimkówka
- Łosie
- Ropa

## Demografia
Dane z 31.12.2022 roku.
| Opis                              | Ogółem | Ogółem | Kobiety | Kobiety | Mężczyźni | Mężczyźni |
| --------------------------------- | ------ | ------ | ------- | ------- | --------- | --------- |
| jednostka                         | osób   | %      | osób    | %       | osób      | %         |
| populacja                         | 5513   | 100    | 2742    | 49,7    | 2771      | 50,3      |
| gęstość zaludnienia (mieszk./km²) | 112    | 112    | 54      | 54      | 56        | 56        |

- Piramida wieku mieszkańców gminy Ropa w 2014 roku[1]

## Sąsiednie gminy
Gorlice, Grybów, Grybów (miasto), Uście Gorlickie

## Miasta partnerskie
- Hažlín (Słowacja)